# République corse
Ne doit pas être confondu avec Royaume de Corse ou Royaume anglo-corse.
1755 – 1769

(13 ans, 9 mois et 25 jours)
Entités précédentes :
- République de Gênes
- Royaume de Corse

Entités suivantes :
- Royaume de France (province corse)

La République corse (en corse : Ripublica Corsa, en italien : Repubblica Corsa) est un État autoproclamé institué en novembre 1755 par Pascal Paoli et ses partisans, plus globalement par l’ensemble du peuple corse, par indépendance vis-à-vis de la république de Gênes.
La République est installée via l'adoption par des représentants de la Constitution corse. Élaborée par Paoli, elle visait à donner une légitimité absolue au Gouvernement de la nation corse et à faire de ce territoire un État souverain, indépendant des Génois qui en revendiquaient la possession. Cette constitution est souvent considérée comme la première constitution démocratique de l'histoire moderne, basée sur la séparation des pouvoirs législatif et exécutif ainsi que sur le suffrage universel.
Succédant, dans le cadre du soulèvement contre les Génois, au royaume de Corse, la République corse a créé une éphémère administration, un système de justice, ainsi qu'une armée de quelques milliers d'hommes et une flottille. La défaite des Corses à la bataille de Ponte-Novo en 1769 signe la fin de ce projet politique et précède l'annexion de la Corse par le royaume de France.

## Fondation
Grâce à une série d'actions réussies, Paoli parvint à limiter la domination génoise à quelques villes côtières. Il se mit alors à réorganiser le gouvernement, introduisant de nombreuses réformes. Il crée un parlement national, ou Diète, composé de délégués élus dans chaque district pour un mandat de trois ans. Le suffrage est étendu à tous les hommes âgés de plus de 25 ans. Traditionnellement, les femmes (veuves ou célibataires) ont toujours voté lors des élections villageoises pour élire des responsables locaux et il semblerait qu'elles aient aussi voté lors des élections nationales sous cette République.
La République a frappé sa propre monnaie à Murato en 1763, avec l'impression de la tête de Maure, symbole traditionnel de la Corse.
En 1764, Paoli fonde par édit une université à Corte qui ouvre les portes en 1765.
Longtemps, on a cru qu'un Ordre de Sainte-Dévote avait été créé en l'honneur de la sainte patronne de l'île, sainte Dévote. Ceci n'est toutefois corrélé par aucune source et semble largement improbable.
Les idées de Paoli sur l'indépendance, la démocratie et la liberté, ont obtenu le soutien de philosophes de l'époque comme Jean-Jacques Rousseau, Voltaire, Raynal et Mably.
La publication par l’Écossais James Boswell en 1766 d'un « compte rendu sur la Corse » flatteur rend Paoli célèbre dans toute l'Europe.
Le Bey de Tunis lui-même accorde sa reconnaissance diplomatique à la Corse.

## Constitution
La Constitution corse, adoptée par des représentants corses le 18 novembre 1755 à la "Consulta generale di Corte", est considérée par certains auteurs comme étant la première constitution démocratique de l'histoire moderne,. Rédigée en italien, elle organise les institutions de la République corse, proclamée au même moment.
Initiée par Pascal Paoli, elle avait été précédée par un règlement, voté au couvent Saint-Antoine de Casabianca le 30 janvier 1735, quand avait été pour la première fois proclamée l'indépendance corse.
Fondée sur la séparation d'une part du pouvoir exécutif, d'autre part du pouvoir à la fois judiciaire et législatif, ainsi que sur un suffrage indirect par tous les chefs de famille, cette constitution fut en vigueur de 1755 à 1769 (bataille de Ponte-Novo et défaite militaire face aux troupes françaises). Elle visait à donner le pouvoir absolu au Gouvernement de la Nation corse.
Elle est considérée comme la première constitution au monde accordant le droit de vote aux femmes lorsqu'elles deviennent chefs de famille, mais il n'y a pas eu d'élection jusque l'abrogation de 1769.
Cette thèse est cependant à nuancer : "Tous les hommes de plus de vingt-cinq ans sont électeurs. Le texte de 1755 ne le dit pas, car toute la tradition va déjà dans ce sens. Contrairement à ce que l'on dit souvent, "les femmes" en général ne votent pas. Certaines le font dans le cadre d'assemblée de village, quand le vote se fait par famille et que, veuves, elles représentent la leur. Leur rôle est donc déjà plus grand que dans bien des États d'alors, mais c'était déjà le cas avant Pascal Paoli".

## Annexion française

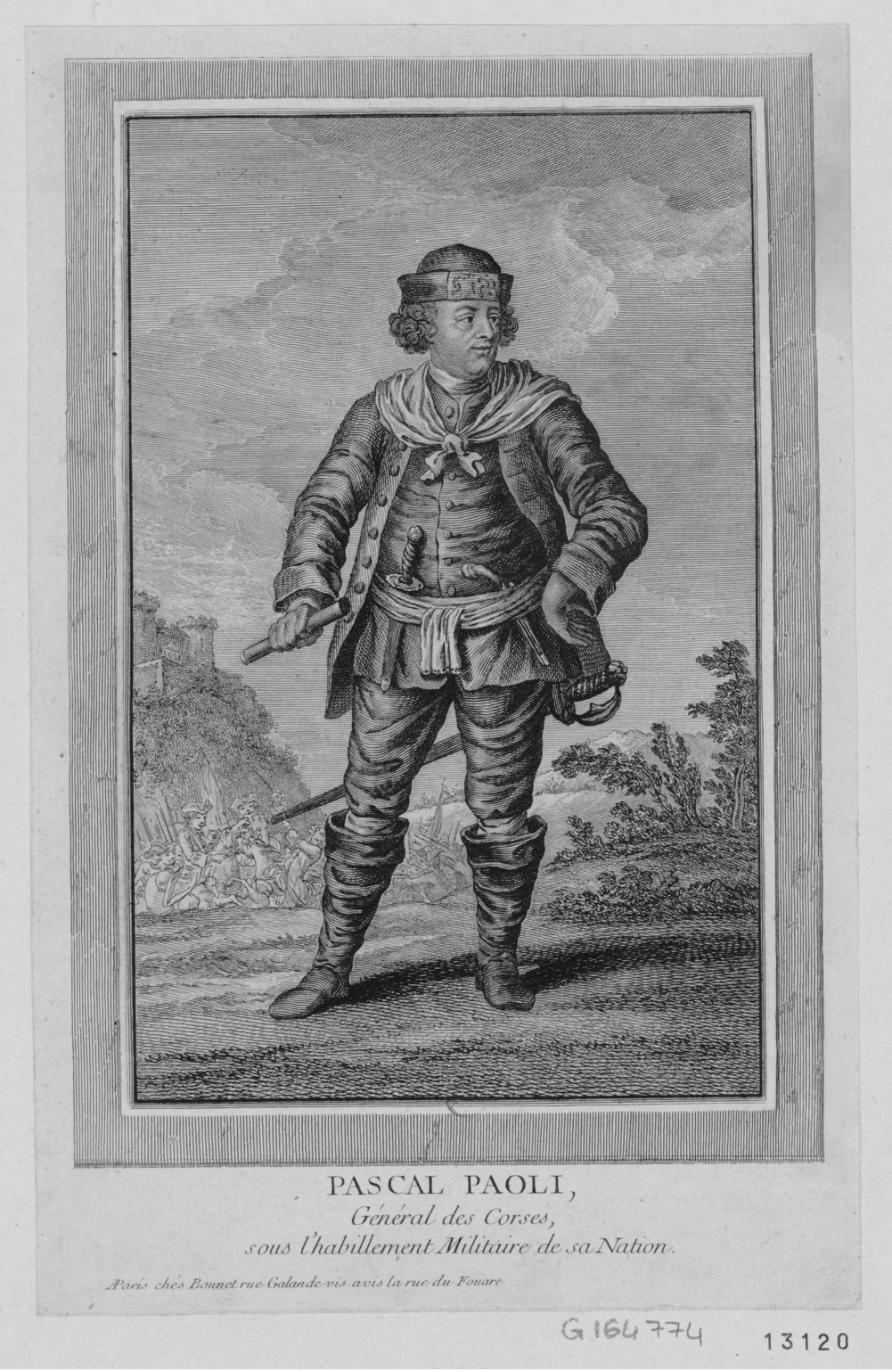
portrait de Pascal Paoli général des corses 1725-1807

En 1767, la Corse prend l'île de Capraia aux Génois. Un an plus tard, désespérant de ne jamais pouvoir reprendre la Corse, ces derniers vendent leur revendication territoriale à la France lors du traité de Versailles.
L'armée française pénètre en Corse la même année, à la suite de quoi les forces de Paoli se battent désespérément pour leur nouvelle république contre les continentaux, remportant notamment la bataille de Borgo. Toutefois, en mai 1769, à la bataille de Ponte-Novo, ils sont vaincus par des forces largement supérieures[réf. nécessaire] commandées par le comte de Vaux. Paoli se réfugie en Grande-Bretagne, son alliée. Le contrôle des Français a été consolidé sur l'île, et en 1770, la Corse est devenue officiellement une province française.